# Австралійська партія зелених
Австралійська партія зелених, або Австралійські зелені (англ. Australian Green або The Greens) —  політична партія Австралії. Бере початок із руху, організованого проти зведення греблі на річці Франклін-рівер у Тасманії у 1980-их роках, а також руху, пов'язаного із забороною випробувань ядерної зброї у Західній Австралії. Нині політика партії торкається широкого кола питань захисту довкілля, антивоєнного руху, соціальної справедливості.
Історично перша партія зелених в Австралії була організована у Тасманії й мала назву Об'єднана тасманська група (United Tasmania Group або UTG). Це було перше політичне об'єднання Зелених у світі, яке виставило своїх кандидатів на вибори до парламенту штату Тасманія у 1972 році. Багато з членів Групи надалі сформували першу партію зелених Тасманії у 1992 році, яка провела п'ятьох своїх представників до парламенту штату.
Сенатори Австралії, що були членами місцевих партій Зелених, Боб Браун (Тасманія) і Ді Маргеттс (Західна Австралія), запропонували організувати партію зелених Австралії на федеральному рівні. Лідером об’єднаної партії у парламенті став Боб Браун, а вісім партій штатів і територій об’єднались у єдине ціле.
2007 року, на загальнонаціональних виборах до Сенату, Зелені здобули понад один мільйон голосів.